# Sofia Scalchi
Sofia Scalchi, née le 29 novembre 1850 à Turin et morte le 22 août 1922 à Rome, est une artiste lyrique italienne, contralto qui pouvait aussi chanter la gamme mezzo-soprano.
Elle est apparue dans les principaux théâtres en Europe et en Amérique.

## Biographie

### Jeunesse et formation
Scalchi étudie le chant avec Augusta Boccabadati. En 1866, elle fait ses débuts sur scène à Mantoue dans le rôle d'Ulrica dans Un ballo in maschera de Giuseppe Verdi. Elle chante également le 4 décembre 1867 avec Angelo Mariani, Teresa Stolz, Antonio Cotogni et Giuseppe Capponi (it) au Teatro comunale de Bologne et en 4 décembre 1868, le rôle d'Isaura dans Il giuramento.

### Carrière
Elle obtient son premier grand succès international le 5 novembre 1868, au Royal Opera House à Covent Garden, quand elle fait ses débuts à Londres dans le rôle d'Azucena dans Il trovatore de Verdi.
En 1869, elle chante le rôle de Maddalena dans Rigoletto par la Compagnie royale italienne d'opéra, dirigée par Luigi Arditi au Théâtre Royal de Glasgow (en) et elle chante le rôle de la deuxième Dame dans La Flûte enchantée au Théâtre Royal d'Édimbourg (en).
Elle revient au Royal Opera House à Covent Garden, en 1870, dans le rôle de Neris dans Médée de Cherubini. Elle chante le rôle d'Amneris, en 1876. Le 22 juin 1876, elle chante dans la première britannique de Aïda avec Adelina Patti et, en 1877, comme Nancy-Julia dans Martha avec Francesco Graziani (baritone) (en).
En 1880, elle est membre de la troupe du Théâtre royal de Madrid.
Au Grand Théâtre de Monte Carlo, en 1882, elle chante le rôle de Frédéric dans Mignon, Léonor dans La Favorite avec Victor Maurel, la comtesse Ceprano dans Rigoletto avec Maurel, Marthe dans Faust avec Emma Albani et Maurel, Gertrude dans Hamlet avec Albani et le rôle du chevrier dans Le Pardon de Ploërmel.
En 1882-1883, elle part en tournée aux États-Unis pour la première fois, avec les tournées de James Henry Mapleson (en) et en décembre 1882 à New York chante le rôle d'Arsace dans Semiramide de Rossini.  
En janvier 1883, elle chante le rôle de Pippo, de La Pie voleuse au Royal Italian Opera à Covent Garden.
En 1883, Scalchi est membre de la troupe du Metropolitan Opera, dirigée par Abbey, Schoeffel and Grau (en) et contribue à faire l'histoire quand elle chante dans le nouveau bâtiment du Metropolitan Opera de New York, le rôle de Siébel dans Faust de Gounod, pour l'ouverture le 22 octobre 1883 avec Italo Campanini (en) et Christine Nilsson, bissant Parlatele d'amor ; le 31 octobre suivant, elle chante le rôle de Frédéric dans Mignon réalisé par Cleofonte Campanini (en), bissant Ci sono. Ho tutto infranto (C'est moi, j'ai tout brisé). Elle chante dans la première à New York de La Gioconda, le 20 décembre 1883, avec Nilsson, Fursch-Madi, del Puente et Novara. Le 24 janvier 1884, elle chante le rôle de Zerlina dans Don Giovanni avec Josip Kašman (en) et Roberto Stagno (en) au Haverly's Theatre de Chicago et en réponse aux ovations, bisse Batti, batti, o bel Masetto, Vedrai, carino, se sei buonino et le duo Là ci darem la mano ; le 19 mars suivant, elle chante Urbain dans Les Huguenots avec Marcella Sembrich et bisse "Nobil Signor".
Scalchi retourne aux États-Unis avec la troupe de Mapleson, pour une tournée en 1885. Elle chante le rôle du page dans Les Noces de Figaro au Royal Italian Opera, à Londres en 1886, à Dublin en 1888 dans Les Huguenots. Elle quitte l'Amérique pour se rendre à Londres en mai 1887, où elle est attendue pour la saison d'opéra. Elle chante le rôle d'Amneris dans les provinces britanniques en l'automne de 1888, dans Faust en 1889 au Royal Italian Opera à Covent Garden. Elle apparaît avec la troupe de Covent Garden jusqu'en 1890.
Lors de la saison 1887-1888, elle est aussi membre de la troupe du Teatro Nacional de São Carlos de Lisbonne.
Elle revient au Met, en 1891, où elle passe cinq autres saisons jusqu'au 24 avril 1896, pour atteindre 244 représentations au Met dont les premières américaines d'Otello (rôle d'Emilia, 1894), de Falstaff (Quickly, 1895) et dans Andrea Chénier (1896).
Scalchi n'a pas créé de nouveaux rôles importants au cours de son long séjour à Covent Garden, chantant la plupart des rôles avec les voix féminines les plus basses de l'opéra comme Arsace dans Semiramide de Rossini et Urbain dans Les Huguenots.Elle a, par contre, pris part à un nombre important de premières américaines, y compris les deux derniers chefs-d'œuvre de Verdi, Otello et Falstaff. Elle apparaît aussi, dans les premières productions américaines de La Gioconda d'Amilcare Ponchielli et Andrea Chénier d'Umberto Giordano. Scalchi prend sa retraite du Met en 1896 et forme sa propre troupe, un an plus tard, qui ensuite fait une dernière tournée américaine au cours de la saison 1897-1898.
Les commentateurs ont loué Scalchi au cours de ses débuts pour la force, l'étendue et une remarquable agilité de sa voix, bien qu'elle ait dit avoir fait des pauses distinctes entre chacun de ses registres. Elle ne fit jamais d'enregistrements phonographiques.

## Vie privée
En 1876, elle épouse le comte Luigi Alberto Lolli, un aristocrate de Ferrare, devenant ainsi la comtesse Lolli. Après son mariage, elle est Sofia Scalchi-Lolli, sur les affiches ou les programmes de théâtre.